# Unglück bei der Loveparade 2010

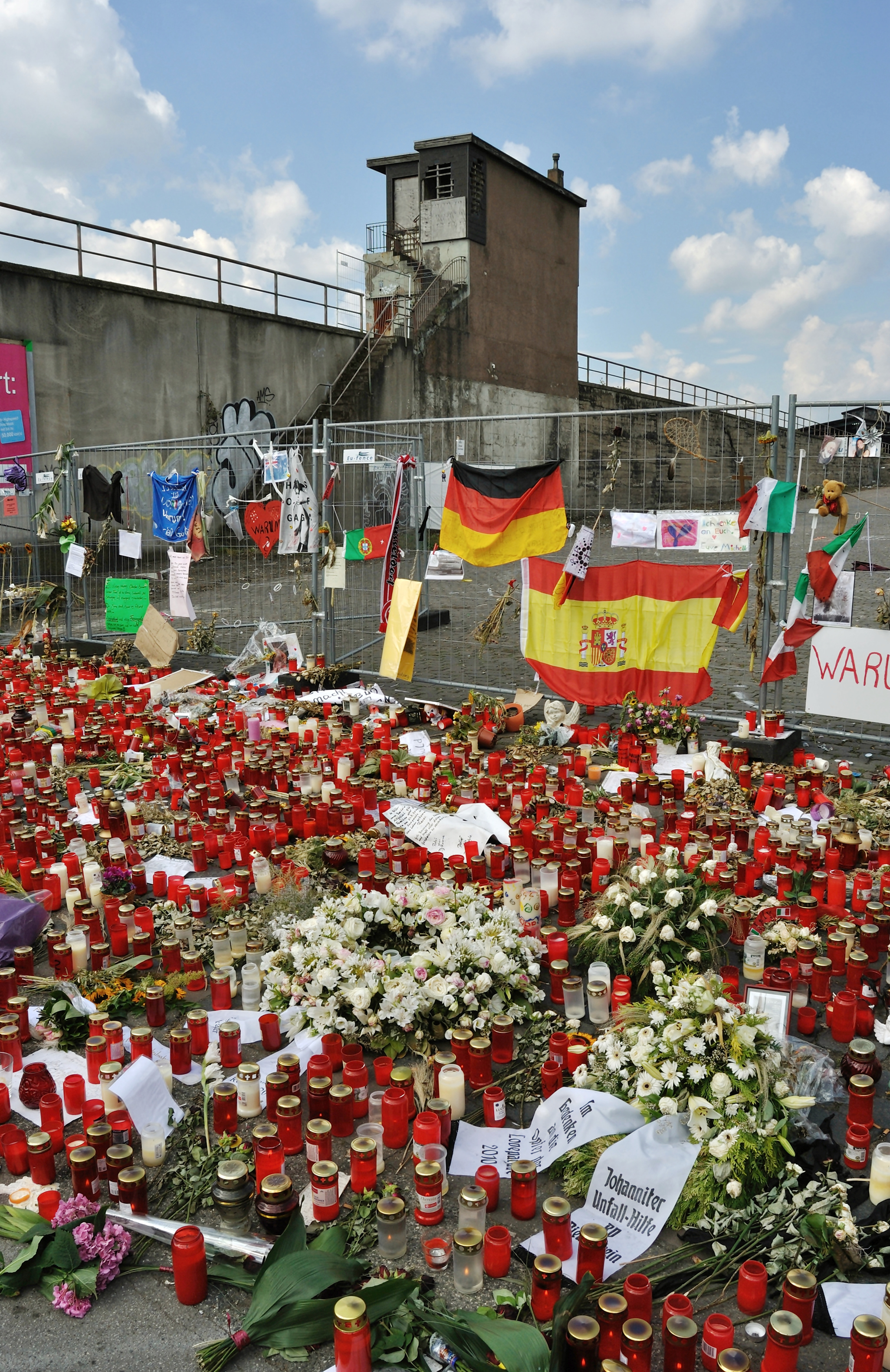
Kondolenz an der Ostrampe (3. August 2010)

Das Unglück bei der Loveparade 2010 ereignete sich während der 19. Veranstaltung dieser Art am 24. Juli 2010 in Duisburg. Dabei kamen 21 Menschen ums Leben, mindestens 652 weitere wurden zum Teil schwer verletzt. Mindestens sechs Überlebende begingen Suizid wegen andauernder seelischer Belastungen, laut Selbsthilfeverein LoPa-2010 vom Juli 2014.
Das Unglück geschah im unteren Bereich der östlichen Hauptrampe im Zugangsbereich der Loveparade, wo es zu einem Gedränge, zu Wellenbewegungen und massiven Drucksituationen unter den Besuchern gekommen war.
Nach langjährigen Ermittlungen und 183 Hauptverhandlungstagen wurde im Mai 2020 das Strafverfahren eingestellt. Hergang und Ursachen des in den Medien oft als Massenpanik bezeichneten Unglücks konnten in der Hauptverhandlung und anhand eines Gutachtens weitgehend aufgeklärt werden: Bei Planung und Genehmigung der Loveparade 2010 wurde die fehlende Eignung des Geländes nicht erkannt. Das Gericht sah die individuelle Schuld der zehn Angeklagten des Veranstalters und der Stadt Duisburg als verbleibend gering an, auch unter der Berücksichtigung, dass diese fast zehn Jahre einem Strafverfahren ausgesetzt waren.
Infolge der Katastrophe beendete der Organisator der Loveparade die seit 1989 bestehende Veranstaltungsreihe.

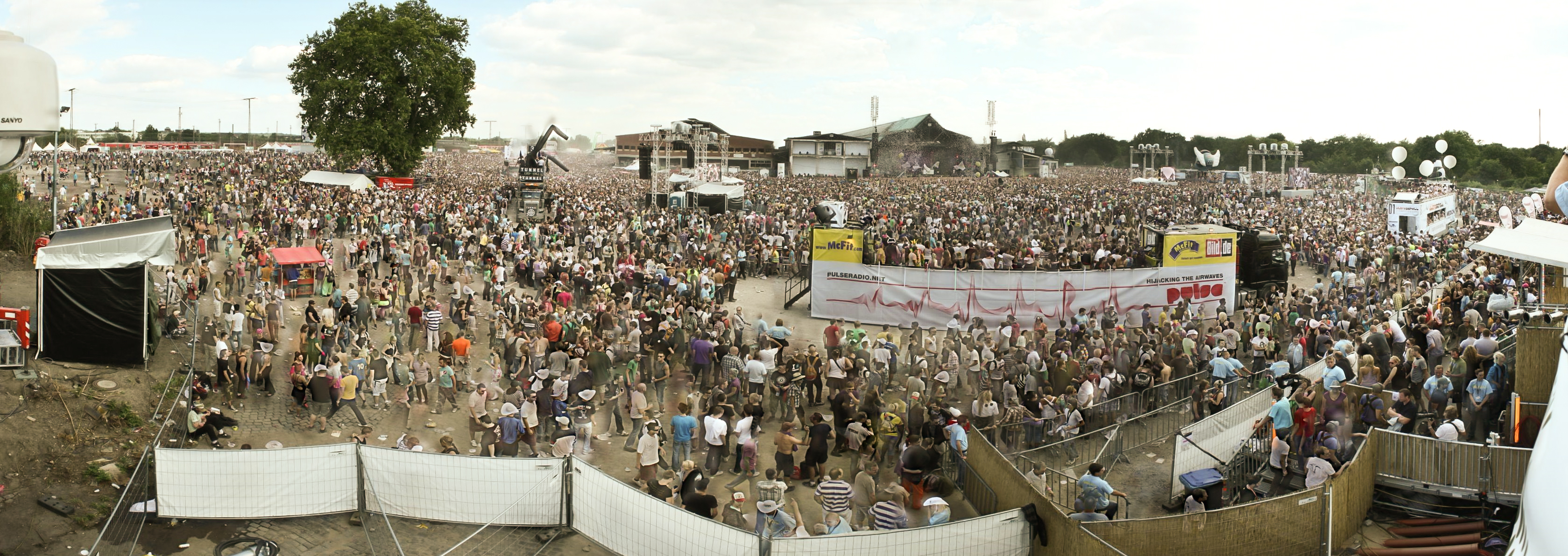
Blick auf die Loveparade 2010. Im Vordergrund Floats (Blick von Norden zur Hauptbühne, 24. Juli 2010, 17 Uhr)

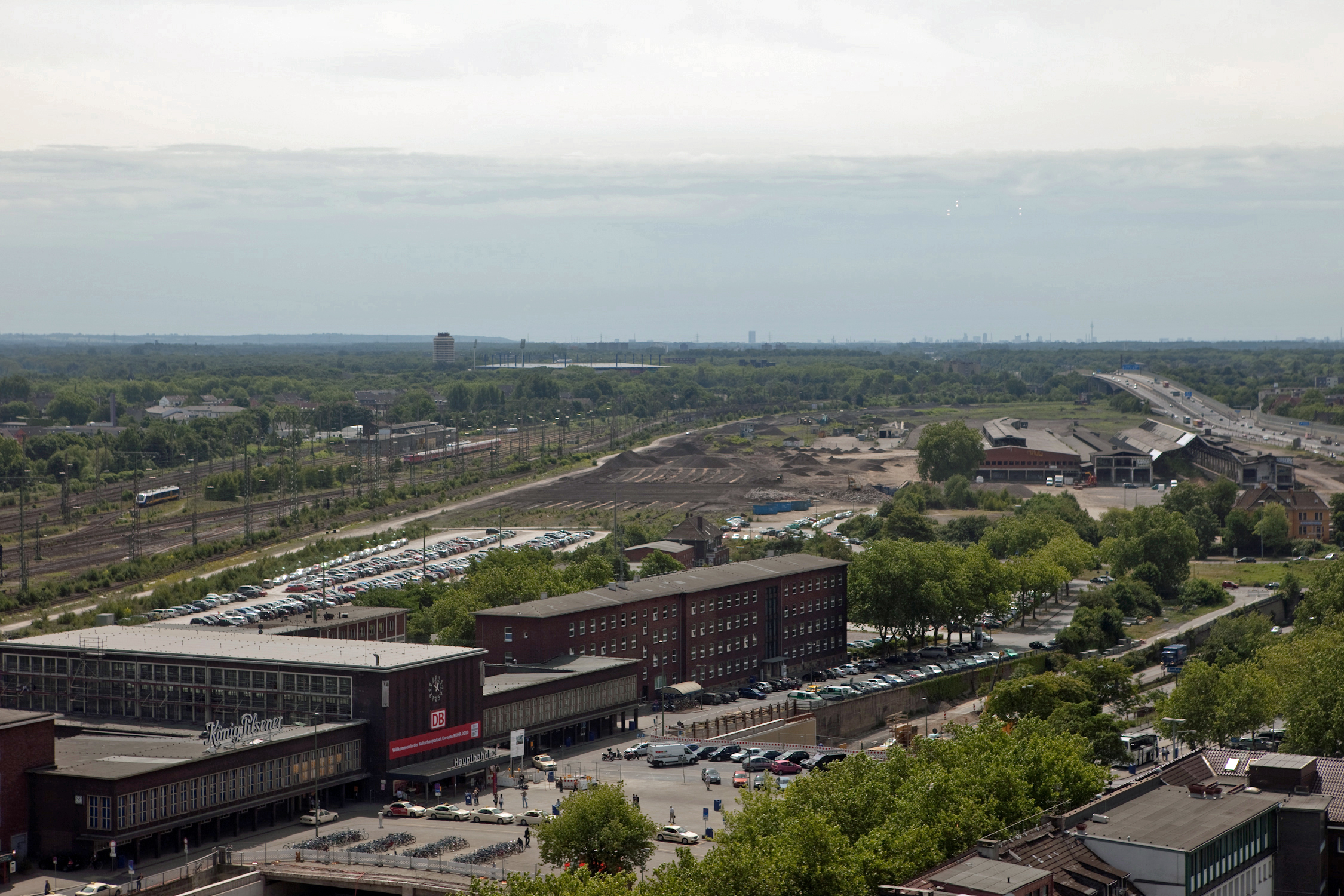
Blick nach Süden über den Hauptbahnhof Duisburg (Vorplatz) zum Veranstaltungsgelände; am rechten Bildrand die A 59 (Juni 2010)

## Hintergründe, Ereignisse im Vorfeld der Veranstaltung
Die Loveparade war eine von 1989 bis 2003 jährlich und nochmals 2006 in Berlin veranstaltete Technoparade, die 2007, 2008 und 2010 an wechselnden Orten im Ruhrgebiet stattfand. Sie galt als größte Tanzveranstaltung der Welt und war für die Besucher kostenlos. In den Jahren 2004 und 2005 sah sich der bisherige Veranstalter finanziell nicht mehr in der Lage, die Loveparade durchzuführen. Ab dem Jahr 2006 trat die Lopavent GmbH des Unternehmers Rainer Schaller als Veranstalter auf. Hauptsponsor der Parade war die ebenfalls von Schaller gegründete und geführte McFit GmbH. Der Relaunch der Loveparade fand noch 2006 in Berlin statt.
Aufgrund von Meinungsverschiedenheiten mit der Stadt Berlin schloss Lopavent 2007 einen Vertrag mit der Wirtschaftsförderung metropoleruhr GmbH, der für die Jahre 2007 bis 2011 die jährliche Durchführung der Loveparade an wechselnden Orten des Ruhrgebiets vorsah. Die Veranstaltungen in Essen (2007) und in Dortmund (2008) wurden wie geplant durchgeführt. Die für 2009 in Bochum geplante Loveparade wurde jedoch wegen Sicherheitsbedenken abgesagt, unter anderem wegen mangelnder Kapazität des Bochumer Hauptbahnhofes und des Fehlens eines geeigneten Streckenverlaufes. Die für 2011 geplante Loveparade in Gelsenkirchen kam nicht mehr zustande.
Die Verhandlungen zwischen der Stadt Duisburg und Lopavent zur Durchführung der Loveparade begannen bereits 2007. Nach ersten Vorprüfungen möglicher Strecken im Herbst 2008 wurden Überlegungen angestellt, das nahe dem Duisburger Hauptbahnhof gelegene Gelände des ehemaligen Güterbahnhofs entsprechend herzurichten. Im Februar 2009 wies der damalige Polizeipräsident von Duisburg Rolf Cebin darauf hin, dass es problematisch sei, ein geeignetes Veranstaltungsgelände zu finden, und stellte eine Loveparade in Duisburg wegen Sicherheitsbedenken in Frage. Cebin wurde für diese ablehnende Haltung kritisiert, unter anderem forderte ihn der CDU-Kreisverband Duisburg zum Rücktritt auf. Auch der CDU-Bundestagsabgeordnete Thomas Mahlberg forderte seine Ablösung. Im Oktober 2009, nach Gesprächen mit dem Grundstückseigentümer und Klärung der Rahmenbedingungen, entschieden sich die Stadt Duisburg, der Veranstalter und die Ordnungsbehörden gemeinsam für das Veranstaltungsgelände.

### Besucherzahlen 2010
Nach Angaben des Veranstalters hatten die Veranstaltungen 2007 in Essen 1,2 Millionen und 2008 in Dortmund 1,6 Millionen Besucher. Am Veranstaltungstag gab Schaller an, dass im Laufe des Tages insgesamt 1,4 Millionen Besucher an der Veranstaltung in Duisburg teilgenommen hätten. Medienberichten zufolge belegen interne Papiere des Veranstalters, dass die offiziellen Besucherzahlen der Loveparade seit Jahren überhöht angegeben wurden. Der Veranstalter forderte im Vorfeld der Veranstaltung die Städte auf, die Besucherzahlen aus Marketing-Gründen zu übertreiben. Zur Ermittlung der „öffentlichen Besucherzahl“ sei die Zahl der tatsächlich erwarteten Besucher nach internen Maßgaben verdreifacht worden.
Vor dem Event ging der Veranstalter laut seinen Planungsunterlagen davon aus, dass maximal 485.000 Menschen über den Tag verteilt das abgesperrte Veranstaltungsgelände mit einer Fläche von 110.000 Quadratmetern besuchen würden, von denen 250.000 Menschen maximal gleichzeitig anwesend sein sollten. Die Genehmigung der Nutzungsänderung belief sich dementsprechend auf 250.000 gleichzeitig anwesende Menschen. Ordnungsamt und Kulturausschuss der Stadt Duisburg erwarteten noch im Dezember 2009 rund eine Million Besucher in und um Duisburg. Sicherheitsdezernent Wolfgang Rabe gab sich sicher, dass auch bei einer nötigen Sperrung des Zugangs zum Veranstaltungsgelände wegen Überfüllung der Besucherstrom problemlos gesteuert werden könne. Insgesamt erwartete er „eine Million Besucher […] über den Tag verteilt“. Der Sprecher der Deutschen Bahn AG, Udo Kampschulte, hielt Probleme für möglich, wenn sich die Fahrgäste der 700 Sonderzüge nicht an die vorgeschriebenen Wege halten und zum Beispiel die Gleisanlagen überqueren würden. Die Deutsche Bahn gab später an, zwischen 9:00 Uhr und 14:00 Uhr etwa 105.000 Personen nach Duisburg befördert zu haben.
Nach Analysen des Sachverständigen Jürgen Gerlach, der im Rahmen der Gutachtenerstellung für das Landgericht Duisburg Videoauswertungen vorgenommen hat, betrug die rekonstruierte Besucherzahl bis zur Schließung des Geländes um 17:00 Uhr insgesamt rund 114.000 Personen. Gegen 17:00 Uhr befanden sich nach Auswertung des Video- und Bildmaterials schätzungsweise noch etwa 20.000 Personen auf den Zuwegen. Bis 17:00 Uhr betrug der Gesamtzufluss vor den Eingängen bzw. Vereinzelungsanlagen demnach etwa 134.000 Personen. Erwartet wurden laut den Planungsunterlagen des Veranstalters bis 17:00 Uhr ungefähr 290.000 Personen, so dass weniger als die Hälfte der maximal erwarteten Personen am 24. Juli 2010 das Gelände aufgesucht haben. Dabei war gegen 15:30 Uhr der Zugverkehr zum Duisburger Hauptbahnhof wegen Personen im Gleis für ca. 90 Minuten, also bis zur Schließung des Geländes, erheblich eingeschränkt.

## Ortsbeschreibung

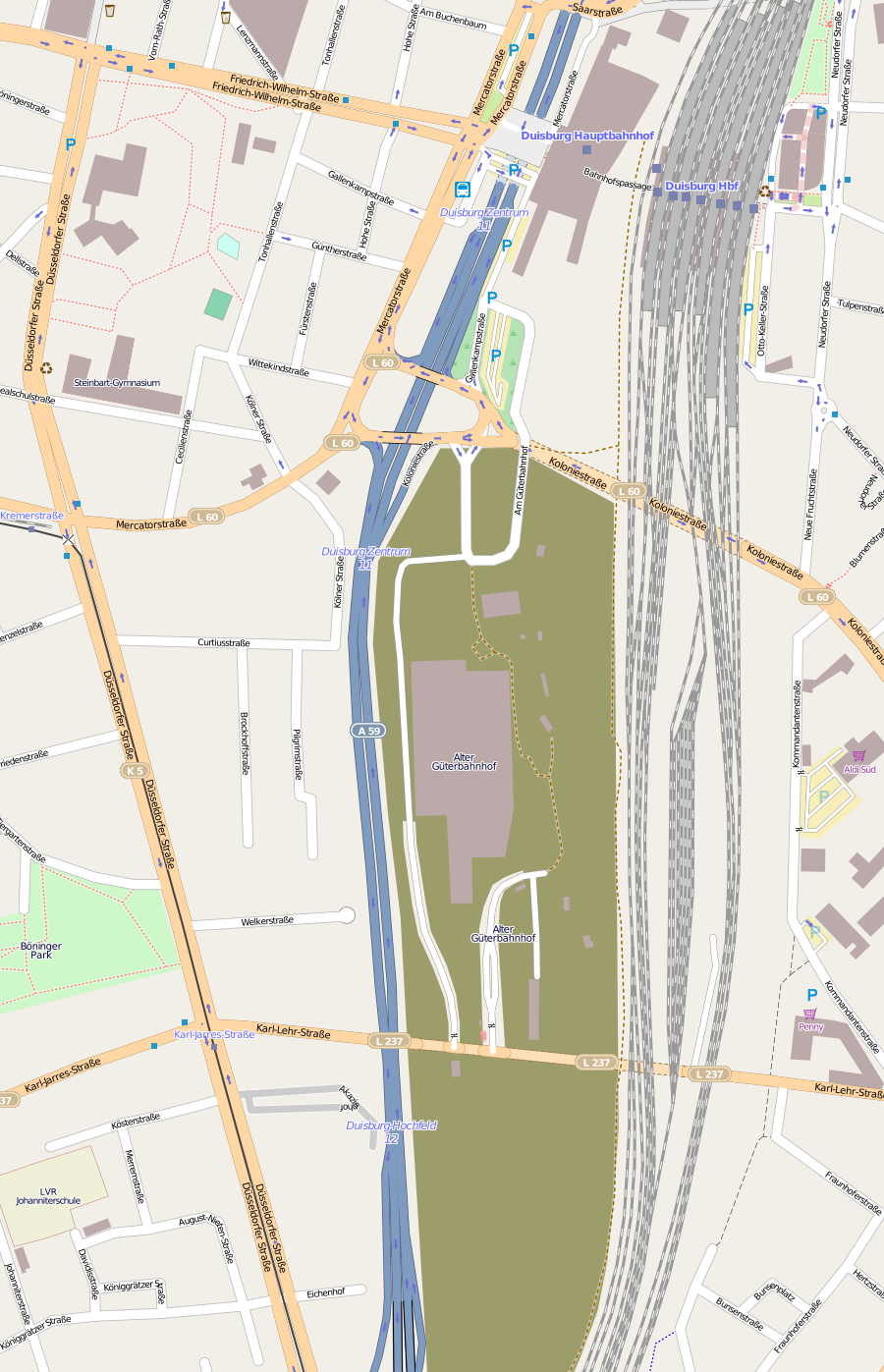
Lageplan des Veranstaltungsgeländes auf dem ehemaligen Güterbahnhof.
Blau: BAB 59; Grau: Bahntrasse;
Bildrand oben Mitte: Hauptbahnhof;
Stadtteile: Hochfeld (links, westl.); Neudorf-Süd (rechts, östl.)

Die Loveparade 2010 in Duisburg fand auf dem Gelände des ehemaligen Hauptgüter- und Rangierbahnhofs statt. Dieser liegt direkt südlich des Hauptbahnhofs im Stadtbezirk Mitte und war bereits vor der Planung der Veranstaltung bis auf einige Hallenruinen und Nebengebäude weitgehend abgebrochen worden. Das Freigelände wird nach Westen von der Bundesautobahn 59 begrenzt, nach Osten bilden die Gleisanlagen der Deutschen Bahn AG die Begrenzung. An diesen beiden Seiten waren zum Zeitpunkt der Veranstaltung im Abstand von etwa 15 Metern zur Grundstücksgrenze Bauzäune aufgestellt worden. Sie sicherten Notwege zum bzw. vom Gelände.

### Strecken vom Hauptbahnhof zum Veranstaltungsgelände
Im Hauptbahnhof wurde jeder Bahnsteig durch eine Absperrung unterteilt, um Behinderungen zwischen ankommenden und abreisenden Gästen innerhalb des Bahnhofsbereichs zu vermeiden. Eine direkte Sichtverbindung vom Hauptbahnhof zum Veranstaltungsgelände sollte durch aufgespannte Planen verhindert werden, um Besucher vom Überqueren der Gleisanlagen abzuhalten. Die Besucher wurden auf zwei Strecken westlich und östlich um das Veranstaltungsgelände zum Eingangsbereich an der Karl-Lehr-Straße geleitet. Besucher aus Richtung Düsseldorf wurden durch den Haupttunnel des Hauptbahnhofs und Besucher aus Richtung Oberhausen und Essen über den Nordtunnel des Hauptbahnhofs geführt. Man erwartete, so auf die Besucherströme größtmöglichen Einfluss nehmen zu können. Für die Sicherheit und Ordnung im öffentlichen Raum waren das Ordnungsamt der Stadt Duisburg und die Polizei zuständig, für das Gelände des Hauptbahnhofs die Bundespolizei.

### Zugang zum Veranstaltungsgelände
Der Hauptzugang für die Besucher der Loveparade lag im Süden des Veranstaltungsgeländes. Die etwa einen Kilometer Luftlinie südlich vom Hauptbahnhof gelegene Karl-Lehr-Straße verbindet die Duisburger Stadtteile Neudorf-Süd und Dellviertel. Sie verläuft auf einer Länge von etwa 400 m durch einen Straßentunnel unter dem Bahngelände und der Autobahn A 59 hindurch. An den beiden äußersten Tunneleingängen befanden sich Eingangsschleusen des Veranstalters, an denen man Besucher kontrollieren und den Besucherstrom regeln konnte. Von der Karl-Lehr-Straße zweigen zwei Rampen zum höher gelegenen Teil des Veranstaltungsgeländes ab. Die östliche Hauptrampe war als Zu- und Abgang vom Gelände vorgesehen. Die zweite, westliche Rampe sollte nur als Ausgang dienen.
Der Veranstalter rechnete über längere Zeiträume hinweg mit einem Zufluss und Abfluss von jeweils über 40.000 Personen pro Stunde. Im Zufluss wurden eine Stunde lang 90.000 Personen pro Stunde (17:00 Uhr bis 18:00 Uhr) erwartet und im Abfluss zwei Stunden zeitversetzt 70.000 Personen pro Stunde (19:00 Uhr bis 20:00 Uhr). Diese Zahlen waren angesichts der Erwartung, dass 90 Prozent der Besucher mit öffentlichen Verkehrsmitteln anreisen würden und die Deutsche Bahn – als Hauptverkehrsmittel – circa 31.700 Personen pro Stunde befördern konnte, überhöht.
Der Aufbau und die Dimensionierung der Einlassschleusen vor den Tunneleingängen waren nicht auf die zu erwartenden Personenmengen ausgerichtet. Die beiden engsten Stellen der Einlassschleusen West und Ost sollten nach den Planungsunterlagen im Zufluss nur eine Gesamtbreite von rund neun Metern aufweisen. Aus Sicht des Landgerichtes Duisburg war es vorhersehbar und vermeidbar, dass die Engstellen in jedem Fall kapazitätsmindernd sein würden. Nimmt man für den Durchfluss an den Engstellen der Vereinzelungsanlagen einen durchschnittlich zu erwartenden Kapazitätswert von {\displaystyle 2.800\,\mathrm {\tfrac {Personen}{Meter\,\cdot \,Stunde}} } an, so war auf der Grundlage der Planunterlagen zu erwarten, dass insgesamt nur rund {\displaystyle 9{,}0\,{\text{Meter}}\cdot 2.800\,\mathrm {\tfrac {Personen}{Meter\,\cdot \,Stunde}} =25.200} Personen pro Stunde – und bei weitem nicht die über längere Zeiträume hinweg erwarteten mehr als 40.000 Personen pro Stunde – die Engstellen beider Eingänge im Zufluss passieren konnten.
Neuralgische Stellen des Zugangs zum Veranstaltungsgelände waren dementsprechend nicht die Tunnel und die Rampen, sondern die Eingänge mit den Eingangsschleusen vor dem Tunnel sowie der Bereich oberhalb der östlichen Hauptrampe. Anders als bei allen vorangegangenen Loveparades mussten alle ankommenden Personen diesen Bereich zunächst passieren, um dann zu den Attraktionen des Veranstaltungsgeländes einschließlich der beiden Bühnen zu kommen. Unter Berücksichtigung der Attraktivität dieses Bereiches für ankommende Besucher sowie des Umstands, dass die Parade- und Floatstrecke potenziell wie ein Fließkanal wirkte und die Personen langsam mit sich zog, war dort von Beginn der Floatparade an die Gefahr von hohen Personendichten, Stillstand, Rückstaus und Menschenandrang gegeben. Dieser Bereich war mit rd. 30 m Breite viel zu schmal ausgebaut.
Gegenüber dem unteren Ende der Hauptrampe befand sich auf Tunnelniveau ein Bürocontainer des Veranstalters für den Crowdmanager und einen Verbindungsbeamten der Polizei. Auch in diesem Bereich waren mehrere der insgesamt 16 Überwachungskameras installiert, deren Bilder sowohl in dem Container, als auch in der Zentrale des Veranstalters und der Einsatzzentrale der Polizei im nahe gelegenen Hoist-Hochhaus ausgewertet werden konnten (zumindest bis kurz vor 17:00 Uhr).
Im westlichen Rampenbereich vor der Plakatwand, nahe einer schmalen Treppe, in dem die Opfer gefunden wurden, lag ein engmaschiger Bauzaun über einem ungesicherten eingestürzten Gullyschacht.

### Veranstaltungsgelände
Das Gelände des alten Güterbahnhofs umfasst laut Polizei insgesamt 230.000 Quadratmeter, von denen wegen Bebauung und Absperrungen für die Besucher nur knapp die Hälfte zugänglich war. Der Veranstalter erwartete auf dem Gelände insgesamt 485.000 Besucher, verteilt über den ganzen Tag. Davon sollten sich maximal 235.000 Menschen zur selben Zeit auf dem Gelände aufhalten. Das Gelände war nach den Beobachtungen der Polizei aus der Luft zu keiner Zeit voll.

### Zufahrt im Norden
Eine weitere Zufahrt im Norden des Geländes, in der Nähe des Hauptbahnhofs am Kreisverkehr Mercatorstraße, war für Rettungs- und Versorgungszwecke sowie für Personal und besondere Gäste reserviert. Allerdings gab es auch in diesem Bereich einen Zustrom von Besuchern zum Gelände, der sich nicht durch die Sperren beim Mercatorplatz aufhalten ließ.

### Bundesautobahn 59
Die Bundesautobahn 59 war an diesem Tag ab 8:00 Uhr für 24 Stunden ab dem Autobahnkreuz Duisburg in Fahrtrichtung Düsseldorf gesperrt, die Gegenrichtung ab der Anschlussstelle Wanheimerort. Der gesperrte Abschnitt diente nach dem Unglück als vorübergehender Behandlungsplatz für Verletzte, Bereitstellungsraum für Fahrzeuge, Landeplatz für Rettungshubschrauber und als Rettungsweg zu den in der Stadt weiter südlich gelegenen Krankenhäusern. Dazu wurde die Sperrung der Autobahn bis zum Autobahnkreuz Duisburg-Süd mit der Bundesautobahn 524 ausgedehnt.

## Genehmigung der Geländenutzung
Für die Durchführung der Loveparade auf dem Gelände des Güterbahnhofs musste durch den Veranstalter unter anderem eine Baugenehmigung bei der zuständigen Behörde, dem Amt für Baurecht und Bauberatung der Stadt Duisburg, eingeholt werden.
Noch am 14. Juli 2010 wurden fehlende Unterlagen für das Genehmigungsverfahren nachgefordert.
Drei Tage vor dem Veranstaltungstermin erteilte das Amt am 21. Juli 2010 eine Baugenehmigung für die vorübergehende Nutzungsänderung des Güterbahnhofgeländes. Genehmigt wurden u. a. das Brandschutzkonzept des Büros Ökotec Fire & Risk und die Entfluchtungsanalyse der Firma TraffGo HT GmbH.
Nebenbestimmungen schrieben vor, dass das Veranstaltungsgelände von höchstens 250.000 Personen gleichzeitig genutzt werden durfte, dass die Fluchtwege auf der Ost- und Südseite jeweils mindestens 10 Meter breit sein mussten und an keiner Stelle durch Einbauten oder andere Hindernisse eingeschränkt werden durften.
Für die Nutzung der Karl-Lehr-Straße als Ein- und Ausgangsbereich der Loveparade sowie für Auf- und Abbauarbeiten, die über den Gemeingebrauch der Straße hinausgingen, war zudem eine straßenrechtliche Sondernutzungserlaubnis erforderlich. Diese Erlaubnis wurde dem Veranstalter auf der Grundlage des mit der Stadt Duisburg erarbeiteten Sicherheitskonzeptes ebenfalls am 21. Juli 2010 erteilt.
Die vom Veranstalter in den vorgelegten Unterlagen für einzelne Stunden prognostizierten Besucherzahlen überschritten die nach üblichen Methoden ermittelten Kapazitäten von Tunnel und Rampe.
Die Nebenbestimmung, die Zuwege und Fluchtwege von Hindernissen frei zu halten, wurde zudem nicht beachtet, so dass die tatsächlich nutzbare Breite und damit die verfügbare Kapazität weiter verringert wurde: Auf der Zu- und Abgangsrampe befanden sich mehrere Bauzäune zum Teil fest verankert, zwei Verkaufsstände, Polizeifahrzeuge, ein Schlagloch mit offenliegender Baumwurzel und ein ungesicherter Gully, welcher mit einem zweckentfremdeten Zaunelement abgedeckt und damit zur Stolpergefahr wurde.
Eine wirksame Durchsage, wie es im Sicherheitskonzept geplant war, um Besucher an der Eingangsrampe zu informieren und umzuleiten, erfolgte nicht. Eine elektroakustische Anlage war eine Auflage der Genehmigung. Laut Abschlussbericht der Stadt Duisburg wurde dieses System nicht installiert, weil es technisch nicht umsetzbar war und zu viele Kosten verursachte. Des Weiteren fehlte im Sicherheitskonzept ein Entwurf für die Stauung im Tunnelbereich.

### Einsatz von Ordnern
Der Veranstalter Lopavent hatte zugesagt, zur Sicherung der Loveparade etwa 1.000 Sicherheitskräfte von fünf verschiedenen Unternehmen einzusetzen, darunter die Kölner Unternehmen R.A.D. und SMS Security, CCS Security aus Solingen sowie die Essener Firmen Challenge Security und der Wach- und Schutzdienst Kötter. Die Unternehmen SMS und Challenge Security waren für die Tunnel und die Rampe zuständig. Eine von Lopavent vorgelegte Liste enthält zwar die Namen von insgesamt 1301 Ordnern, nur für 774 von ihnen ist jedoch eine Anwesenheit dokumentiert. Damit wurde die von Lopavent zugesagte Zahl um mehr als 200 unterschritten. Einem Anfang Juni 2013 veröffentlichten Gutachten zufolge wurden von Lopavent für das Show-Programm sowie den VIP-Bereich 640 Ordner abgestellt, während 234 Ordner auf dem rund 110.000 Quadratmeter großen Gelände für die Sicherheit der Veranstaltungsbesucher sorgen sollten. Dieses durch die Staatsanwaltschaft in Auftrag gegebene Gutachten spricht den eingesetzten Ordnern die notwendige Erfahrung ab.
Gemäß dem Sicherheitskonzept des Veranstalters sollten die Ordner Sicherheitskontrollen an den Einlassschleusen durchführen und den Publikumsfluss im Eingangsbereich überwachen. Im Tunnel waren zusätzliche Ordner vorgesehen, die im Bedarfsfall die Besucher weiterschieben sollten, um Stauungen zu vermeiden.

### Geplanter Ablauf der Veranstaltung
Es war vorgesehen, das Gelände um 11:00 Uhr für Besucher zu öffnen. Ab 14:00 Uhr sollten 16 „Lovemobiles“ zur Parade starten und sich auf dem Güterbahnhofsgelände im Kreis um die Güterschuppen bewegen. Eine Abschlusskundgebung mit zahlreichen internationalen Stars war für 17:00 Uhr bis 24:00 Uhr angesetzt. Ein Umzug durch die Straßen, vergleichbar mit vorangegangenen Veranstaltungen, fand 2010 nicht statt. Allerdings gab es auch außerhalb des Veranstaltungsgeländes mehrere Bühnen, die bei Bedarf Besucher zum Verweilen animieren sollten, um Druck vom Veranstaltungsgelände zu nehmen.

## Hergang des Unglücks

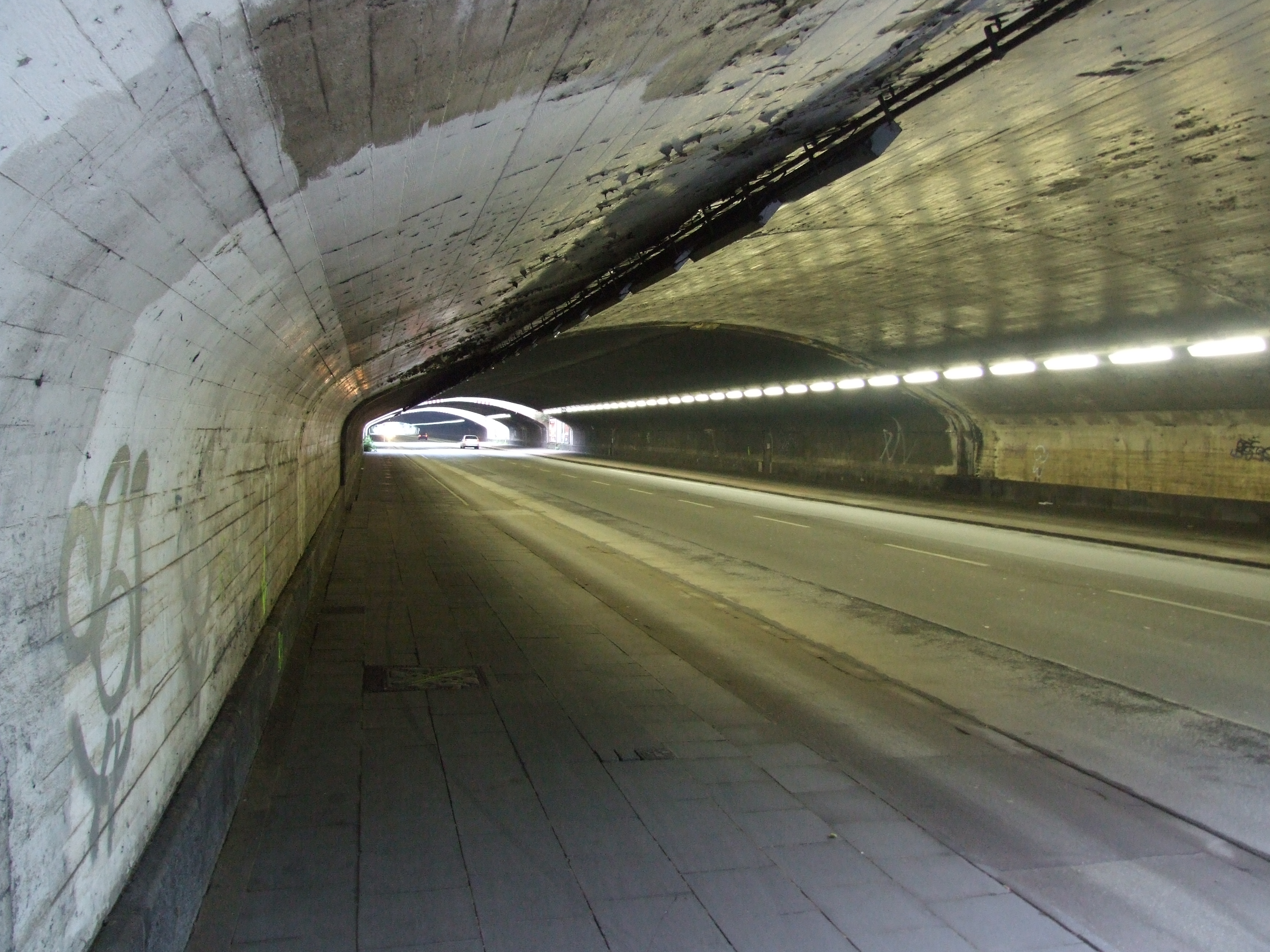
Straßentunnel Karl-Lehr-Straße in Richtung zur Hauptrampe auf das Veranstaltungsgelände (2008)

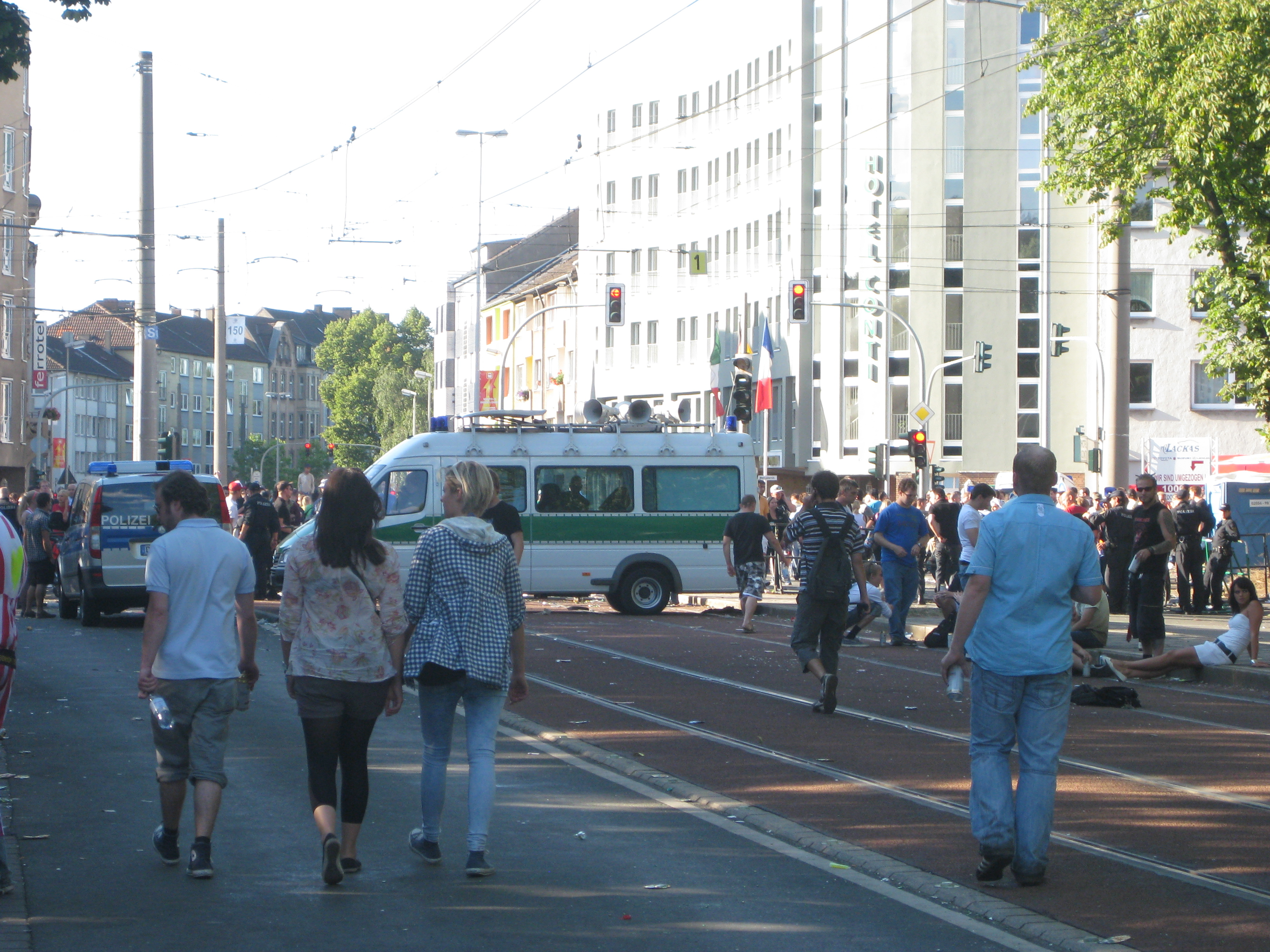
Lautsprecherwagen der Polizei (Düsseldorfer Straße/Ecke Mercatorstraße, gegen 18:45 Uhr)

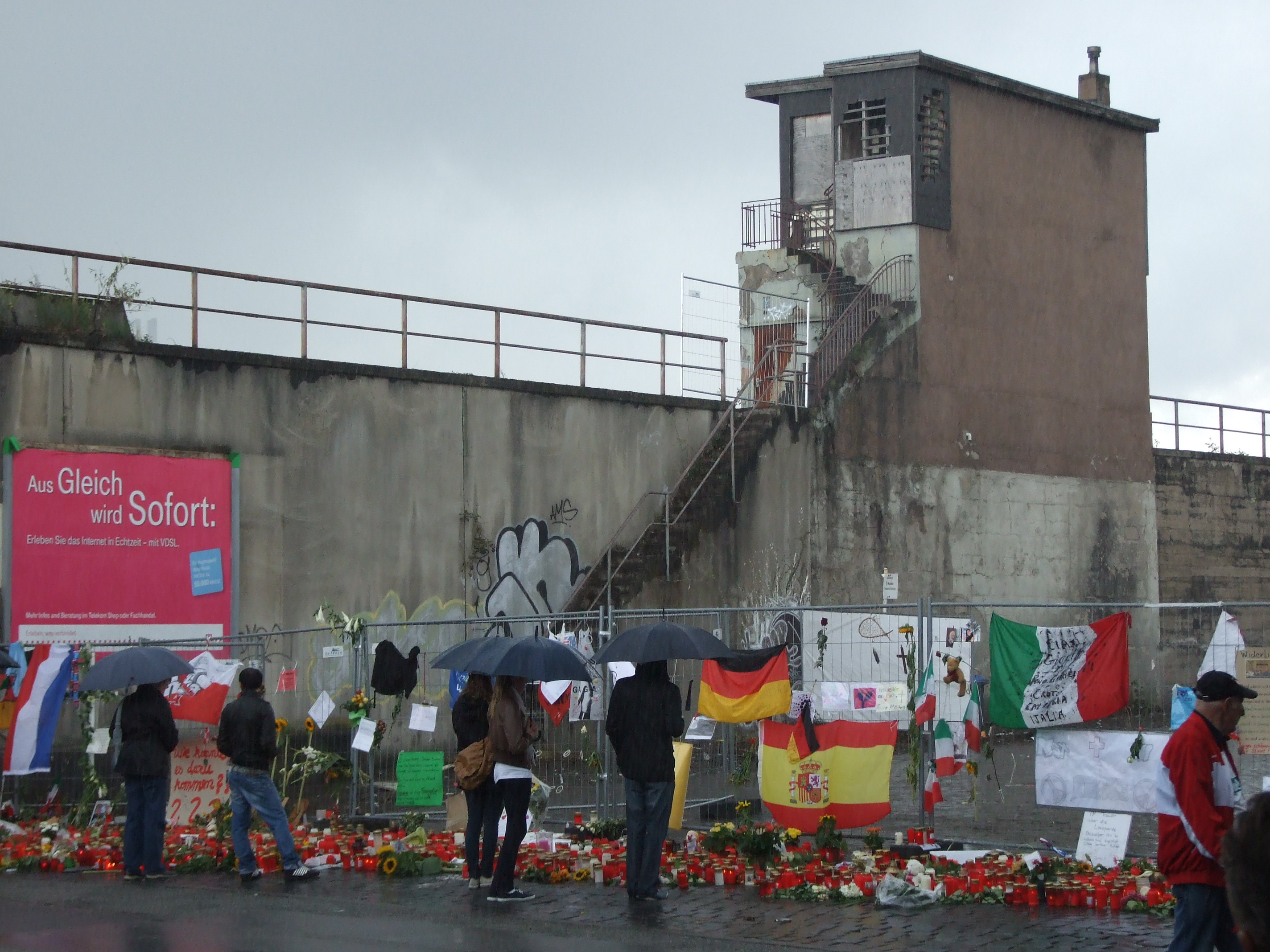
Unglücksort am Fuß der Hauptrampe, 29. Juli 2010, die rechts außerhalb des Bildes schräg zur Veranstaltungsfläche hin ansteigt.

Für die Besucher war die Loveparade im ehemaligen Güterbahnhof nur vom Süden her von beiden Seiteneingängen des Straßentunnels der Karl-Lehr-Straße, durch eine Unterführung ohne Gefälle unterhalb der Bahndämme, und von dort über eine nach Norden ansteigende Rampe zu erreichen. Diese diente zugleich als Ausgang. Eine zweite, kleinere Rampe in den Tunnel hinein war als Ausgang vorgesehen, blieb aber zunächst verschlossen. Der Veranstalter öffnete das Gelände für die Besucher wegen bis zuletzt andauernder Planierarbeiten am Übergang zur Autobahn erst um 12:00 Uhr. Der Besucherstrom zum Gelände verstärkte sich im Laufe des frühen Nachmittags, ohne dass es zu nennenswerten Zwischenfällen kam.
Ab etwa 15:00 Uhr bildete sich im oberen Bereich der östlichen Hauptrampe hoch zum Veranstaltungsgelände ein Rückstau, da die ankommenden Besucher vom Veranstalter nicht gemäß der Bewegungsanalyse auf das Gelände verteilt werden konnten. Nach Angabe der Polizei bat der Veranstalter gegen 15:30 Uhr die Polizei um Hilfe bei der Steuerung des Besucherzustroms, weil er den Besucher-Rückstau am Geländezugang nicht auflösen konnte. Zu diesem Zeitpunkt gab es widersprüchliche Anordnungen. Ein Polizeibeamter soll die Anweisung gegeben haben, die komplette Eingangsschleuse zu öffnen, obwohl die Veranstaltungsleitung die Polizei zur Sperrung der Eingangsschleusen vor den beiden Tunneleingängen angewiesen hatte, was zunächst nicht erfolgte. Erst ab 15:45 Uhr war der Zugang von beiden Seiten im Tunnel, später auch die Hauptrampe, durch Polizeiketten gesperrt. Dadurch bildete sich ein Rückstau. Im Tunnelbereich und an der Polizeisperre am Fuß der Hauptrampe sammelten sich Besucher, die das Veranstaltungsgelände wieder verlassen wollten. Zwischen den beiden Eingängen in den Tunnel und dem oberen Teil der Rampe gab es keine Sichtverbindung.
Aufgrund des Besucherandrangs mussten diese Polizeiketten gegen 16:15 Uhr im östlichen und gegen 16:20 Uhr im westlichen Teil des Tunnels aufgegeben werden, sodass die Besucher nahezu gleichzeitig aus beiden Richtungen zur Hauptrampe strömten. Die ankommenden Besucher hatten an der Polizeisperre auf der Hauptrampe Schwierigkeiten, das höher gelegene Veranstaltungsgelände zu erreichen, weil sich die aufeinander stoßenden Besucherströme gegenseitig blockierten. Beide Besuchergruppen wuchsen stetig.
Die Besucher verdichteten und berührten sich auf ein gefährliches Maß jenseits von 6 Personen pro Quadratmeter und versuchten aus dieser Situation zu entkommen. Die körperliche Enge führt zu Atemnot und diese zu Panik. Durch das Streben zur Treppe erhöhten sie unwissentlich den Druck, ohne die Lage vor und hinter ihnen einschätzen zu können. Treppe und Lichttürme (Alugitterrohrtürme) befanden sich auf höherer Sicht und erschienen als einzige Fluchtmöglichkeit.
Aus dem unteren Rampenbereich gelangten etwa ab 16:20 Uhr Besucher zunächst vereinzelt über Lichtmasten auf der östlichen und über eine schmale Treppe auf ihrer westlichen Seite, später auch durch Besteigen einer Leiter auf dem Bürocontainer im südlichen Teil dieses Bereiches, auf das höher gelegene Veranstaltungsgelände.
Auf Höhe der Treppe löste der Druck innerhalb der gestauten Menschenmenge, wahrscheinlich im Zusammenhang mit Stolpern über Bodenunebenheiten, gegen 17:00 Uhr bei mehreren Besuchern tödliche Verletzungen aus. Dabei verschärften die aus dem Tunnel nachrückenden Besucher die Situation zusätzlich. Es gab eine große Zahl Verletzter. Insgesamt kamen dreizehn Frauen und acht Männer aus sieben Ländern zu Tode. Die Obduktion der Leichen ergab, dass mindestens 20 der untersuchten Todesopfer an „massiver Brustkompression“ gestorben waren.
Der gesamte Zugangsbereich in den Unterführungen wurde von der Polizei geräumt und Hilfsmaßnahmen liefen an. Auch die Autobahn A 59, die den Tag über bereits gesperrt war, wurde dafür genutzt. Gegen 18:00 Uhr gab die Polizei eine erste Pressemeldung heraus, in der von Todesopfern und Verletzten berichtet wurde.
Der Krisenstab der Stadt Duisburg entschied, die Veranstaltung aus Sicherheitsgründen zunächst weiterlaufen zu lassen, um eine weitere Eskalation durch zurückströmende Besucher zu verhindern. Es wurden keine neuen Besucher mehr auf das Gelände gelassen, alle Notausgänge geöffnet und die gesperrte A 59 als Fluchtweg freigegeben. Auf dem Veranstaltungsgelände wurde das Unglück nur allmählich bekannt, da die Mobilfunknetze stark überlastet waren. Die Loveparade 2010 endete vorzeitig gegen 23:00 Uhr, mehrere Künstler hatten ihren noch ausstehenden Auftritt aufgrund der Ereignisse kurzfristig abgesagt.

## Notfallmedizinische Versorgung
Im Vorfeld der Loveparade entschieden die Kliniken des Stadtgebiets in Zusammenarbeit mit Feuerwehr und der Stadt Duisburg, ihr Ambulanzpersonal auf das 1,5- bis 2,5-fache der Normalbesetzung zu erhöhen und die Ambulanzärzte auf das zwei- bis dreifache der Normalbesetzung zu verstärken. In Vorbesprechungen, in denen ein Notfallplan für einen Massenanfall von Verletzten (MANV) erarbeitet wurde, wurden aufgrund der Erfahrungen der Loveparade in Essen und Dortmund Vorbereitungen zur Behandlung internistischer sowie Drogen- bzw. Rauschmittel-assoziierter Diagnosen getroffen. Gleichzeitig wurde ein Glasverbot für die Veranstaltung ausgesprochen, um Schnittverletzungen zu vermeiden.

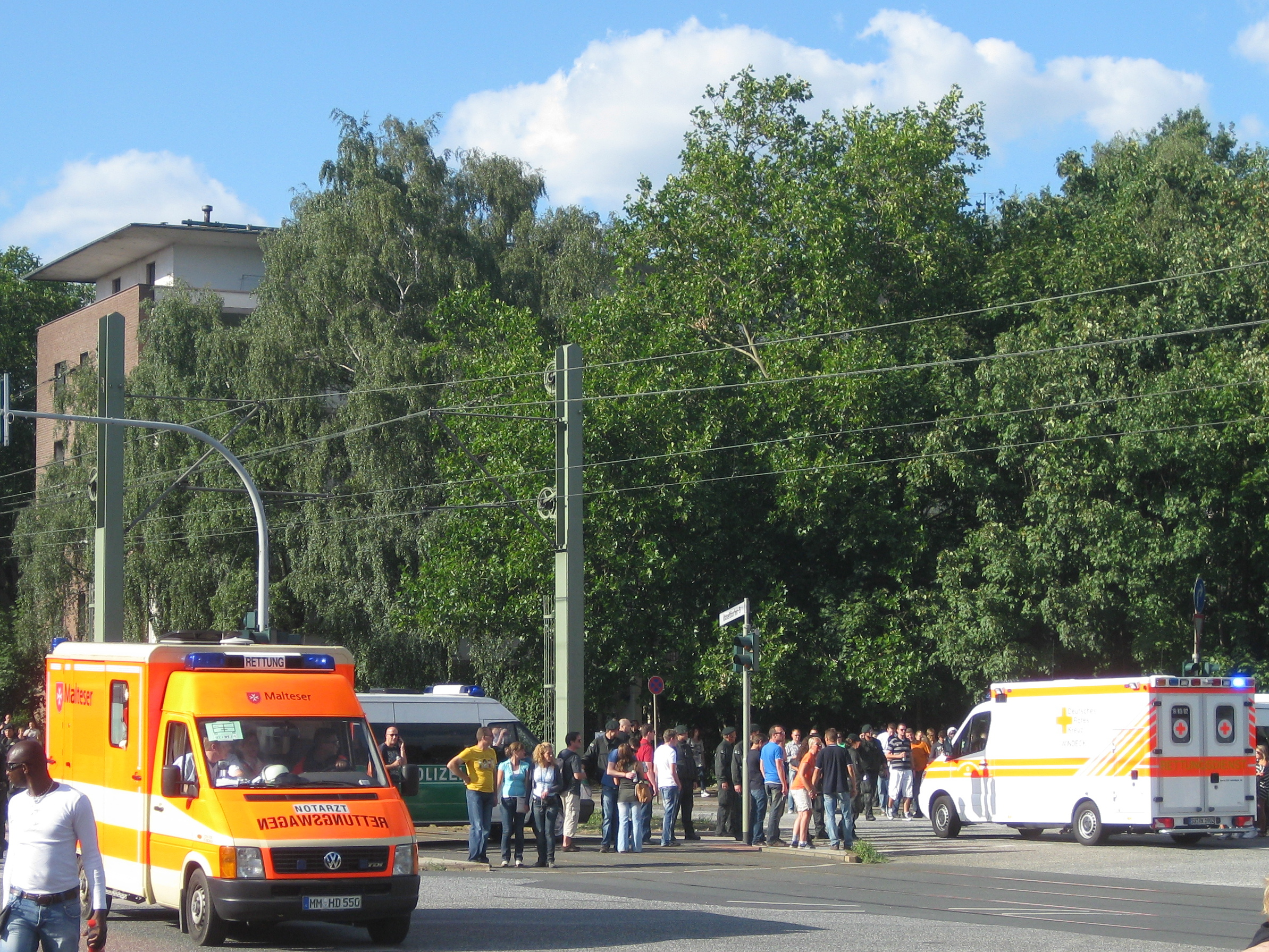
Rettungsdienstlicher Einsatz bei der Loveparade 2010

Der Sanitätsdienst richtete 30 Sanitätsstationen mit jeweils 10 Patientenplätzen, einem Notarzt, 20 Sanitätern, einem Krankentransportwagen sowie zwei standardisierte Behandlungsplätze für 50 Patienten ein. Während der gesamten Veranstaltung wurden bei 250.000 Besuchern 5.600 Patientenkontakte der Sanitätsstationen und 473 Behandlungen in 12 Klinik-Notaufnahmen registriert.
Nach dem Eintritt des Massenunglücks (MANV) wurde die Anzahl von 1.600 Hilfskräften auf etwa 4.000 erhöht. Viele Krankenhausmitarbeitende fanden sich nach Bekanntwerden der Katastrophe spontan in ihren Kliniken ein, um den Opfern der Veranstaltung zu helfen. Insgesamt wurden 70 Rettungswagen und Krankentransportwagen sowie neun Rettungshubschrauber eingesetzt. Dies führte dazu, dass in der Spitze bis zu 20 eintreffende Patienten der Loveparade pro Stunde und pro Klinik gezählt wurden. Diese Spitzenbelastungen wurden erst zwei bis drei Stunden nach dem Unglück erreicht, da die meisten Patienten zunächst mit einer Erstversorgung vor Ort versorgt werden mussten, bevor der geordnete Abtransport in umliegende Kliniken erfolgen konnte. Insgesamt wird die Versorgung der Verletzten in der Rückschau sowohl rettungsdienstlich als auch in den Kliniken als adäquat bewertet.
Die Patienten waren im Durchschnitt 25,5 Jahre alt und wiesen in der Regel keine nennenswerten Vorerkrankungen auf, weswegen 50 % der stationär aufgenommenen Patienten binnen 7,2 Stunden wieder entlassen werden konnten. Bei 73 % der stationär aufgenommenen Patienten erfolgte die Entlassung innerhalb von 24 Stunden. Etwa 59 % der Patienten waren männlich. Rund 31 % der Patienten erhielten eine internistische Hauptdiagnose (vor allem Rauschmittelintoxikationen), in 54 % der Fälle war die Hauptdiagnose chirurgischer Art.

## Nach dem Unglück
Nach dem Unglück wurde wiederholt den Teilnehmern eine Mitschuld am Geschehen vorgeworfen. Der Leiter des Krisenstabes Wolfgang Rabe sagte, dass die Panik offenbar durch Besucher ausgelöst worden war, die sich beim Zugang zum Veranstaltungsgelände vordrängeln wollten. Duisburgs Oberbürgermeister Adolf Sauerland erklärte auf einer Pressekonferenz am Abend des Unglücks: „Soweit wir das Szenario kennen, sind die Toten entstanden, weil man Sicherheitsvorkehrungen überklettert hat und dann abgestürzt ist.“ Auch ein Polizeisprecher äußerte sich und gab an, dass 14 Besucher von einer Metalltreppe an der westlichen Seite des Zugangs gestürzt seien. Das veröffentlichte Obduktionsergebnis widersprach allerdings der Darstellung, dass die Opfer durch Stürze umgekommen seien.
In den Tagen danach schoben sich der Veranstalter Rainer Schaller, die Polizei, die örtlichen Behörden, der Sicherheitsexperte Schreckenberg sowie Crowdmanager Walter gegenseitig die Verantwortung zu. Die einzelnen Parteien äußerten sich wie folgt:
- Schaller gab am Abend des 26. Juli bekannt: „Die Einsatzleitung der Polizei hat die Anweisung gegeben, alle Schleusen vor dem westlichen Tunneleingang an der Düsseldorfer Straße zu öffnen.“ Durch diese Polizeianweisung sei der Hauptstrom der Besucher unkontrolliert in den Tunnel geströmt. Warum die Polizei diese Anweisung gegeben habe, wisse er nicht.[47]
- Der damalige Inspekteur der Polizei NRW Dieter Wehe und der damalige Innenminister Ralf Jäger erhoben am 28. Juli 2010 auf einer Pressekonferenz des Innenministeriums wiederum Vorwürfe gegen den Veranstalter. Die Polizei sei nur für die sichere Begleitung der Besucher zum Veranstaltungsgelände zuständig gewesen. Das Gelände sei zu spät geöffnet worden und der Zufluss der Besucher nur ungenügend geregelt gewesen. Am oberen Bereich der Rampe habe sich ein Rückstau der Besucher ergeben, wovor die Polizei schon im Vorfeld gewarnt habe. Nachdem um 15:30 Uhr die Polizei zur Hilfe gerufen wurde, sei das vorher vereinbarte Sicherheitskonzept von Seiten des Veranstalters nicht eingehalten worden, sein Ordnersystem sei zusammengebrochen.[48] Wehe sagte: „Der Veranstalter und nur der Veranstalter war für die Sicherheit der Menschen auf dem Veranstaltungsgelände zuständig.“ Dementgegen kam ein durch die FDP-Landtagsfraktion in Auftrag gegebenes und am 20. August 2010 veröffentlichtes Rechtsgutachten zu dem Schluss, „dass jedenfalls eine subsidiäre Zuständigkeit […] der Polizeibehörden stets bestehen musste und bestand“. Nach Angaben des Spiegels auf Basis eines Rechtsgutachtens im Auftrag der FDP-Landtagsfraktion bedeutet dies, „spätestens in dem konkreten Moment, da sich eine Gefahrenlage abzeichnete, oblag die Aufgabe der Gefahrenabwehr in jedem Falle (auch) den bei der Love Parade anwesenden Polizeikräften.“[49] Am 4. August 2010 erweiterte der damalige Innenminister Ralf Jäger die Vorwürfe auch in Richtung der Stadtverwaltung Duisburg. „Kommerzielle Erwägungen“ seien die Leitlinie des Handelns der Stadt gewesen, so Jäger. Er warf der Stadt vor, die Auflagen nicht kontrolliert zu haben.[50]
- Die Stadt Duisburg legte ebenfalls am 4. August 2010 einen Zwischenbericht über die Vorgeschichte und die Ereignisse der Loveparade vor. Die mit der Erstellung des Berichts beauftragten Rechtsanwälte kamen darin zu dem vorläufigen Schluss, dass die Stadt Duisburg ihre gesetzlichen Pflichten, insbesondere als Genehmigungsbehörde, erfüllt habe und aufgrund einer einvernehmlich vereinbarten Zuständigkeitsabgrenzung nicht für die Sicherheit und Ordnung auf dem Veranstaltungsgelände und im Tunnel der Karl-Lehr-Straße während der Veranstaltung zuständig gewesen sei. Allerdings seien Verstöße „Dritter“ gegen Vorgaben und Auflagen der Genehmigung der Stadt Duisburg festzustellen und man könne nicht ausschließen, „dass diese Verstöße im Zusammenhang mit dem Unglück relevant geworden sind.“[14]
- Der an der Universität Duisburg-Essen tätige Verkehrsforscher Michael Schreckenberg hatte nach eigenen Angaben an dem Sicherheitskonzept „für die Stadt und das Umfeld“ mitgearbeitet. An der Erarbeitung des Sicherheitskonzepts für das Veranstaltungsgelände war er nicht beteiligt, hatte aber von der Stadt Duisburg den Auftrag erhalten, „die bestehenden Planungen der Zu- und Abwege sowie des Veranstaltungsgeländes für die Loveparade“ zu prüfen.[14][51] Medienberichten zufolge habe er „Gelände und Sicherheitskonzept für ausreichend“ erklärt, räumte aber ein, „nach Papierlage geurteilt zu haben“.[52] Anfang Juli 2010 war die TraffGo HT GmbH mit einer Entfluchtungsanalyse beauftragt worden, die das Entleeren des Veranstaltungsgeländes simulierte. Nach Angabe des Unternehmens wurde aufgrund der Analyse eine Verringerung der Gesamtnotausgangsbreite genehmigt.[53]
- Der Psychologe Carsten Walter war von der Lopavent GmbH als Crowdmanager dazu engagiert worden, die Besuchermassen über 16 installierte Kameras zu beobachten und durch zentrale Anweisung an die Ordner zu steuern. Er berichtete in einem Presseinterview vom 9. August 2010, dass die ihm zugeordneten – nicht selbst weisungsberechtigten – Verbindungsbeamten der Polizei über kein Funkgerät, sondern jeweils nur über ein Handy verfügten. Daher sei im Zeitraum der Überlastung des Mobilfunknetzes die Kommunikation mit der ihm gegenüber weisungsbefugten Polizeiführung etwa 45 Minuten lang nicht möglich gewesen. Eine polizeiliche Entscheidung zur vollständigen Öffnung der zuvor gedrosselten westlichen Eingangsschleuse habe im Verlauf des Nachmittags zu einer zunehmend kritischen Lage geführt. Die zeitweilige Einrichtung einer Kette aus Polizeibeamten und deren räumliche Position am unteren Ende der Rampe, die Walter in Anbetracht des unerwartet frühen Besucherrückstroms vom Veranstaltungsgelände als ungünstig und als eine Ursache für den Stau der Besucher auf der Rampe bewertete, habe dann zu einer Verschärfung der kritischen Situation geführt. Durch einen weiteren starken Besucheranstrom, der sich als Folge des Durchlasses eines Rettungswagens am Westeingang ergeben habe, soll die Situation schließlich außer Kontrolle geraten sein.[22]

## Ermittlungen und Strafverfahren
Am Tag nach dem Unglück stellte die Duisburger Staatsanwaltschaft Planungs- und Genehmigungsunterlagen der Stadt Duisburg und des Veranstalters sicher. Es wurde „von Amts wegen ein Ermittlungsverfahren gegen Unbekannt wegen des Verdachts der fahrlässigen Tötung und der fahrlässigen Körperverletzung eingeleitet“.
Am Montag, den 26. Juli 2010 übertrug das Ministerium des Innern des Landes Nordrhein-Westfalen „aus Gründen der Neutralität“ die weiteren polizeilichen Ermittlungen an das Polizeipräsidium Köln. Mitte August wurden die Geschäftsräume von Lopavent, McFit und zweier Sicherheitsfirmen durchsucht, um Informationen über die vom Veranstalter eingesetzten Mitarbeiter zu sichern.
In einer Pressemitteilung gab die Staatsanwaltschaft Duisburg am 18. Januar 2011 bekannt, dass nach sechs Monaten intensiver Aufklärungsarbeit ein Anfangsverdacht gegen 16 Personen aus dem Verantwortungsbereich des Veranstalters, der Stadt Duisburg und für die Veranstaltung verantwortlichen Polizeibeamten bestehe. Die Ermittlungen seien noch nicht abgeschlossen. Am 11. Juli 2011 teilte die Staatsanwaltschaft mit, dass aus ihrer Sicht die Erteilung der Genehmigung für die Loveparade 2010 rechtswidrig gewesen sei. Der damalige Duisburger Oberbürgermeister Adolf Sauerland entschuldigte sich ein Jahr nach dem Unglück öffentlich und räumte ein, er hätte die „moralische Verantwortung früher übernehmen müssen“, räumte aber keine eigenen Fehler ein.
 Adolf Sauerland wurde auf Grund eines Bürgerentscheides am 12. Februar 2012 abgewählt, dieses Verfahren war das erste seiner Art in Nordrhein-Westfalen.
Da die genaue Abfolge der Ereignisse nicht geklärt war, beauftragte die Staatsanwaltschaft Duisburg den britischen Forscher Keith Still, einen Experten im Bereich „crowd science“, mit einem Gutachten, dessen Ergebnisse am 4. Juli 2013 in einem Blog der Westdeutschen Allgemeinen Zeitung veröffentlicht wurden. Das Gericht stellte dem Gutachter 75 Nachfragen. Still zufolge hätten bei der Vorbereitung der Loveparade Planer und Prüfer fehlerhaft gehandelt, weil das Versagen des zur Genehmigung vorgelegten Modells der Besucherströme für sie vorhersehbar und vermeidbar gewesen sei.
Die Staatsanwaltschaft Duisburg erhob im Februar 2014 gegen 10 Personen Anklage, das Landgericht Duisburg lehnte jedoch mit Beschluss vom 30. März 2016 die Eröffnung des Hauptverfahrens ab. Begründet wurde dies mit eventueller Befangenheit des Gutachters Keith Still und inhaltlichen Mängeln seines Gutachtens. Dass in einem Strafverfahren bei einer Anklage vor einer großen Strafkammer die Eröffnung des Hauptverfahrens abgelehnt wird, passiert in maximal 3 % der Strafverfahren und ist laut Matthias Jahn „ein extremer Ausnahmefall“.
Die Staatsanwaltschaft Duisburg beauftragte daraufhin Jürgen Gerlach als zweiten Gutachter zur Vervollständigung der Ermittlungen. Gabi Müller, die Mutter eines der Todesopfer, übergab eine Online-Petition, mit der sie um die Durchführung des Strafverfahrens bat. Gegen die Einstellung des Verfahrens legte die Staatsanwaltschaft erfolgreich Beschwerde ein. Mit Beschluss vom 18. April 2017 entschied das Oberlandesgericht Düsseldorf, dass gegen sämtliche Beschuldigte das Strafverfahren durchzuführen sei. Die strafrechtlichen Vorwürfe gegen die Beschuldigten wären gemäß § 78c Abs. 3 StGB i. V. m. § 78b Abs. 3 StGB verjährt, wenn nicht bis spätestens zum 27. Juli 2020 ein Strafurteil des Landgerichts Duisburg ergangen wäre.
Zivilrechtliche Klagen auf Schadensersatz und Schmerzensgeld wurden abgewiesen.
Die Hauptverhandlung gegen die zehn Angeklagten begann am 8. Dezember 2017 vor der 6. großen Strafkammer des Landgerichts Duisburg. Sie gilt als einer der umfangreichsten Prozesse im Deutschland der Nachkriegszeit. Aus Platzgründen hatte das Landgericht Duisburg für das Verfahren eigens eine Außenstelle in einem Saal des Kongresszentrums in Düsseldorf eingerichtet, in der die Hauptverhandlung stattfand. Der Saal bot Platz für 500 Menschen, am ersten Tag waren 50 Personen anwesend. Bei den Beschuldigten handelte es sich um vier Beschäftigte des Veranstalters Lopavent sowie sechs Mitarbeiter der Stadtverwaltung, darunter der damalige Stadtentwicklungsdezernent sowie die seinerzeit für Baurecht und Bauberatung zuständige Amtsleiterin.
Der Sachverständige Jürgen Gerlach konnte in einem umfangreichen Gutachten den Hergang und die Ursachen der tragischen Ereignisse weitgehend aufklären. Das Veranstaltungsgelände war für das Konzept der Loveparade 2010 und für die erwarteten Besucherströme nicht geeignet. Der Bereich oberhalb der Rampen und die Eingangsschleusen waren extrem unterdimensioniert und viel zu schmal geplant und ausgeführt. Obwohl wesentlich weniger Personen kamen als erwartet, stellte sich von Beginn der Floatparade an ein Rückstau im oberen Bereich der östlichen Hauptrampe ein. Dies war zu erwarten, aber es wurde weder seitens des Veranstalters, noch seitens der Stadt Duisburg, noch von weiteren Beteiligten erkannt, dass der Bereich oberhalb der östlichen Hauptrampe zu schmal geplant und viel zu schmal ausgeführt war. Um den Rückstau zu entzerren, sollten die Eingangsschleusen gesperrt werden. Auch die Eingangsschleusen waren zu schmal geplant und zu schmal ausgeführt, so dass es zu Drucksituationen kam, obwohl viel weniger Personen kamen, als maximal erwartet wurden. Die Sperrung konnte nicht aufrechterhalten werden und so kam es zum Überlaufen der im Tunnel eingerichteten Polizeiketten. Die ankommenden Personen und die Personen, die das Gelände zwischenzeitlich verlassen wollten, blockierten sich danach in Höhe von vergessenen Zäunen und einer dazwischen eingerichteten Polizeikette gegenseitig. Laut Gutachten wäre es auch ohne Polizeiketten zu dieser Blockade gekommen. In der Folge entstanden Wellenbewegungen. Gegen 16:45 Uhr fielen Personen im Nahbereich einer schmalen Treppe um und immer mehr Personen fielen obendrauf. Viele Menschen lagen übereinander und verkeilten sich ineinander. Die Todesfolgen und die meisten Verletzungen waren in dem Nahbereich der schmalen Treppe zu verzeichnen. Die Ursachen waren insofern vor allem eine Fehlplanung im Vorfeld der Veranstaltung, aber auch eine unkoordinierte Steuerung der Besucherströme am Veranstaltungstag.
Das Gericht teilte in einem Rechtsgespräch mit, dass es die Schuld der Angeklagten nach einer vorläufigen Einschätzung als im unteren Bereich angesiedelt sehe und deshalb eine Einstellung des Verfahrens unter näher auszuhandelnden Bedingungen befürworte. Gerhart Baum, dessen Kanzlei Opfer und Hinterbliebene des Unglück vertrat, stellte in Richtung auf die Annahme des Vorschlags des Gerichts die Überlegung „Was bleibt uns anderes übrig?“ an und sah die Zukunft darin, „sich an die Versicherungen zu wenden“.
Die Staatsanwaltschaft Duisburg stimmte im Februar 2019 einer Einstellung des Verfahrens zu. Sieben der zehn Angeklagten stimmten der Verfahrenseinstellung zu, drei Angeklagte wollten den Prozess mit dem Ziel des Freispruchs fortsetzen. Das Landgericht Duisburg stellte das Verfahren gegen sieben der zehn Angeklagten daraufhin mit Beschluss vom 6. Februar 2019 ohne Auflagen ein.
Im April 2020 wurde mitgeteilt, dass auch die restlichen Verfahren ohne Urteil eingestellt werden sollen. Die Staatsanwaltschaft erklärte in einem fünfseitigen Dokument ihre Zustimmung zur Einstellung des Verfahrens, da sie die Schuld der Angeklagten nur gering einschätzt, weshalb kein öffentliches Interesse an einer weiteren Strafverfolgung bestehen würde. Der hinreichende Tatverdacht gegen die drei Angeklagten habe sich für das Gericht nach vorläufiger Bewertung der Beweise bestätigt. Mehrere Anwälte von Nebenklägern protestierten anschließend gegen diese Entscheidung. Ihrer Meinung nach gebe es keinen zwingenden Grund, den Loveparade-Prozess vor der Anhörung des Sachverständigen einzustellen. Fragen der Nebenkläger zum Gutachten müssten in einer öffentlichen Verhandlung im Hauptverfahren beantwortet werden.
Am 4. Mai 2020 wurde das Verfahren gegen die letzten drei Angeklagten eingestellt. Begründet wurde dies vom Landgericht Duisburg u. a. mit den zu erwartenden Einschränkungen wegen der Corona-Krise und der Verjährung Ende Juli.
Das Strafverfahren gilt als „eines der aufwendigsten […] der Nachkriegszeit“. Nach 184 Sitzungstagen innerhalb knapp zweieinhalb Jahren endete der Prozess ohne Urteil.
Nebenkläger und Verteidiger kritisierten die Einstellung des Prozesses.

## Aufarbeitung des Geschehens

### Trauerfeier und Gedenken

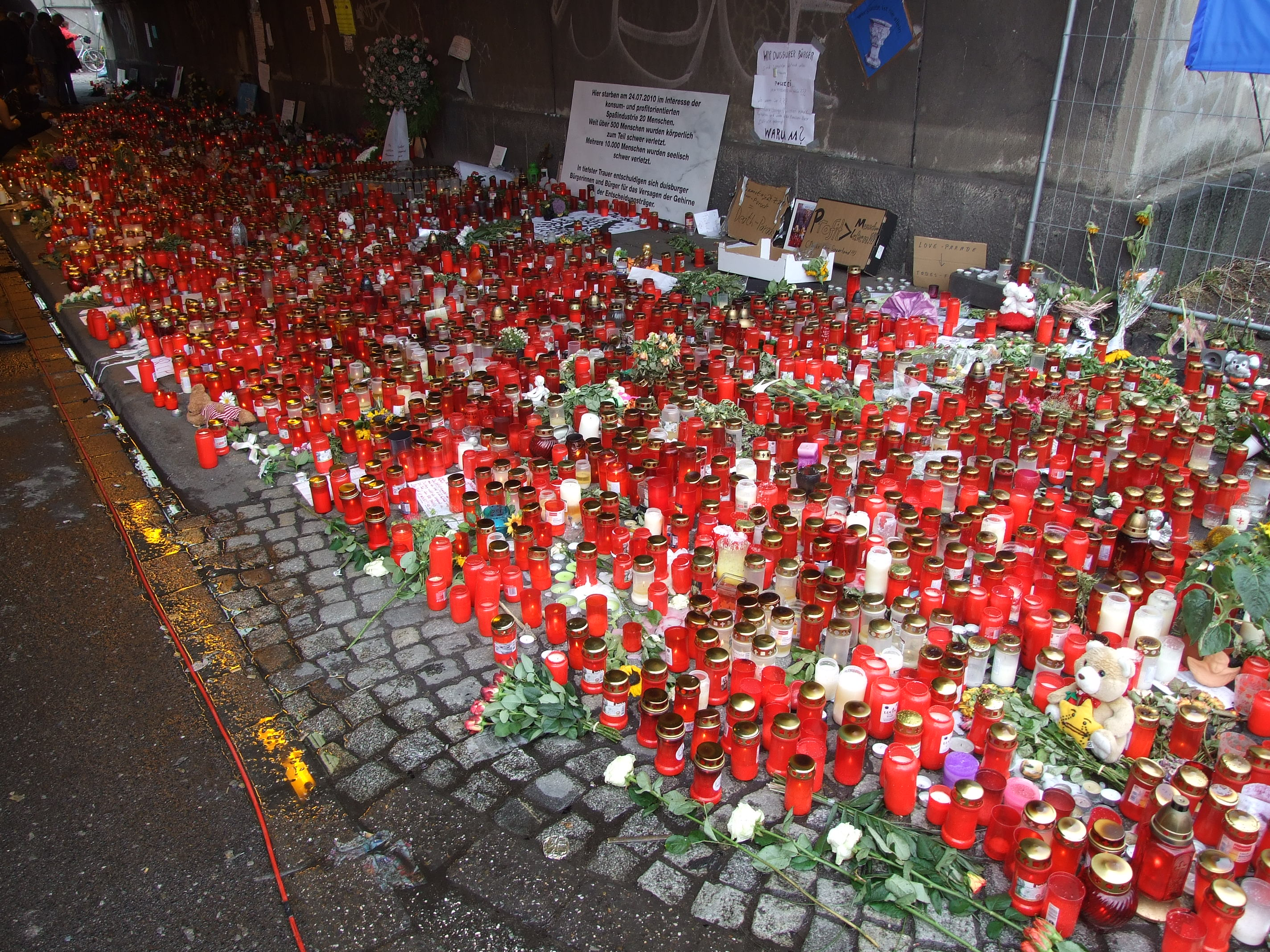
Trauerkerzen im Tunnel vor der Rampe, 29. Juli 2010

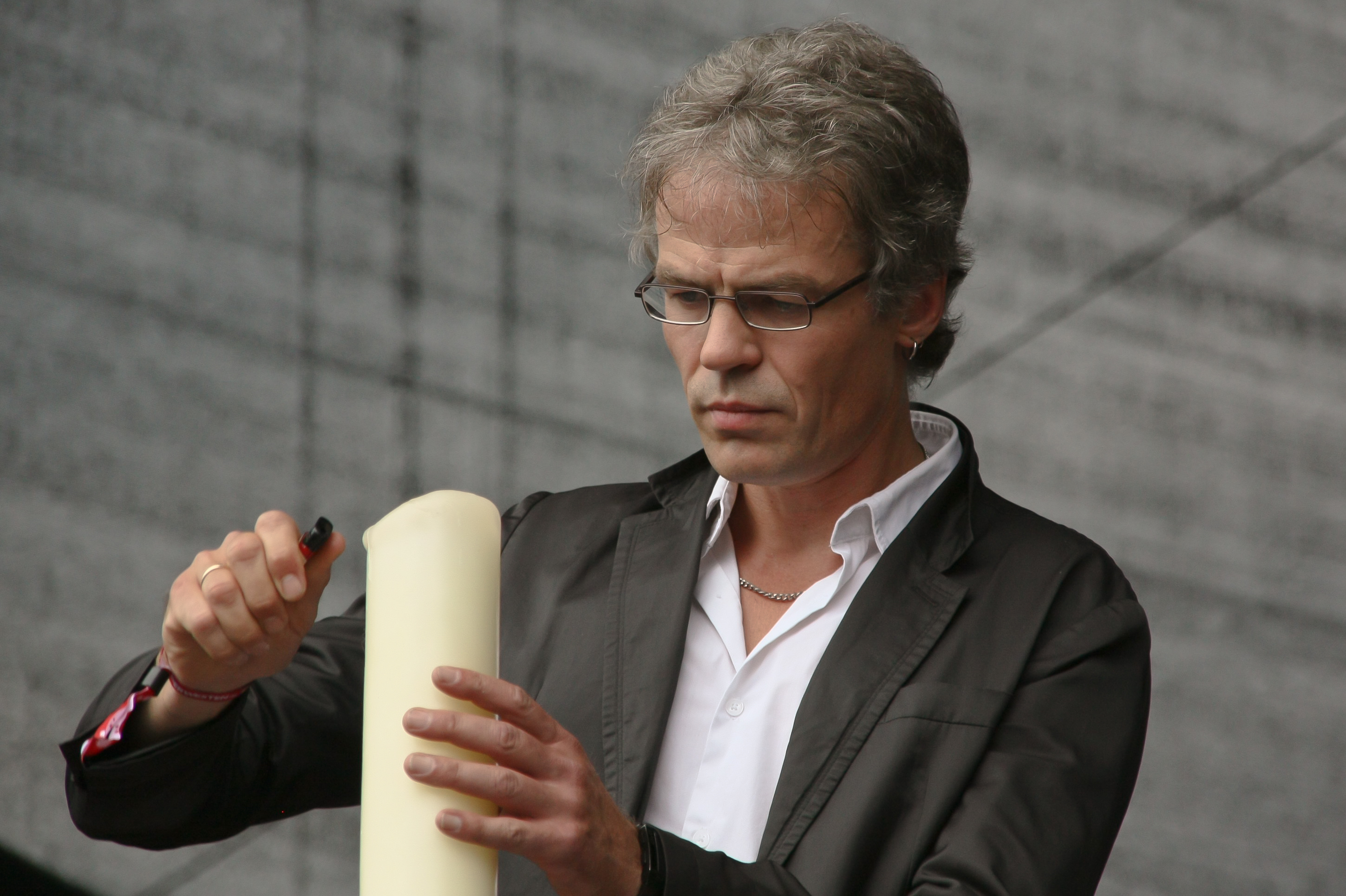
Während einer Schweigeminute beim Juicy-Beats-Festival in Dortmund (31. Juli 2010) wird eine Kerze für die Opfer der Loveparade entzündet.

Am 31. Juli 2010 fand in der Duisburger Salvatorkirche ein zentraler ökumenischer Trauergottesdienst für die Opfer statt. Unter den Gästen waren hochrangige Staatsvertreter, darunter Bundespräsident Christian Wulff, sowie Vertreter von Rettungsdiensten, Polizei und Feuerwehr. Der Oberbürgermeister von Duisburg, Adolf Sauerland, blieb wie angekündigt der Gedenkfeier fern. Der Gottesdienst wurde vom Präses der Evangelischen Kirche im Rheinland, Nikolaus Schneider und dem Bischof der Diözese Essen Franz-Josef Overbeck abgehalten. Aufgrund der erwarteten hohen Besucherzahl wurde der Gottesdienst sowohl ins Stadion des MSV Duisburg als auch in mehreren Kirchen der Stadt auf Großbildleinwänden übertragen. Während des Gottesdienstes wurde, im Anschluss an die Predigten, von den Geistlichen gemeinsam mit Rettungskräften, Notfallseelsorgern und anderen Katastrophenhelfern für jedes der 21 Opfer eine Kerze entzündet. Zum Ende der Trauerfeier hielt die Ministerpräsidentin des Landes Nordrhein-Westfalen, Hannelore Kraft, eine Ansprache. Am Nachmittag beteiligten sich nach Polizeiangaben etwa 5.000 Menschen an einem Trauerzug. Sie ließen im Gedenken an die Toten und Verletzten 21 schwarze und 511 weiße Luftballons aufsteigen.
In den folgenden Tagen legten zahlreiche Menschen an der Karl-Lehr-Straße Blumen ab und stellten Trauerkerzen auf. Verschiedene Duisburger bürgerliche Vereinigungen schlossen sich am 6. August 2010 zum „Bürgerkreis Gedenken“ zusammen, der dazu beitragen will, „der Trauer einen würdigen Rahmen zu erhalten und gemeinsam ein Zeichen der Versöhnung [zu] setzen“. Seit dem 4. September 2010 erinnert eine Gedenktafel am Unglücksort an die Opfer. Die Trauergaben wurden eingesammelt und in einem Glaskubus hinterlegt. Gleichzeitig ging die Straßensperrung und die von der Stadt angekündigte offizielle Trauerzeit zu Ende. Eine Kommission soll sich um die Gestaltung einer eigentlichen Gedenkstätte Gedanken machen.
Auf Grund der Ereignisse in Duisburg haben Betroffene den Verein „Massenpanik Selbsthilfe e. V.“ gegründet. Der Verein dient dazu, therapeutische und seelsorgerische Hilfe anzubieten und Ansprüche von Geschädigten anwaltlich zu vertreten. In einem geschützten Kommunikationsforum haben Mitglieder die Möglichkeit, das Erlebte aufzuarbeiten.
Für die Traumatisierten und Hinterbliebenen des Unglücks bei der Loveparade 2010 ist Sybille Jatzko psychologische Ombudsfrau. Zusammen mit der Evangelischen Kirche im Rheinland (EKiR) betreibt sie eine E-Mail-Beratungshotline und leitet die Nachsorge.
Das Projekt DJ United (Paul van Dyk, Armin van Buuren und Paul Oakenfold) veröffentlichte am 10. September die Benefiz-Single Remember Love. Nach Angaben von van Dyk soll der Track „an den Spirit der alten Loveparade erinnern und die Leute, die so viel Leid erfahren mussten, unterstützen“. Der Erlös soll auf das Spendenkonto der Wohlfahrtsverbände in Nordrhein-Westfalen fließen.
Am 24. Juli 2011 leitete der Essener Weihbischof Franz Grave durch die zentrale Gedenkfeier zum ersten Jahrestag. Bei der Feier kam eine Mutter eines der Opfer zu Wort und „Der Graf“ von Unheilig sang auf Wunsch der Angehörigen sein Lied Geboren um zu leben.
Mit einem aus 21 Stahlkuben bestehenden und mit Magnolien bepflanzten Arrangement gedenkt die Stadt Duisburg vor dem Hauptbahnhof der 21 Todesopfer der Loveparade. Die erste 3,5 Meter große Magnolie wurde am 23. November 2012 von Oberbürgermeister Sören Link gepflanzt.
Anfang Januar 2013 wurde bekannt, dass der Investor Kurt Krieger, der auf dem Güterbahnhof zwei Möbelmärkte errichten will, von der Stadt Duisburg die Baugenehmigung für die Zuschüttung der gesamten Ostrampe erhält, was etwa eine Million Euro kosten wird. Ein 660 Quadratmeter großer, sich nach Süden hin verengender Raum soll für eine Gedenkstätte erhalten bleiben.
Als zentrales Element der Gedenkstätte soll die Treppe erhalten bleiben, die vielen als einziger Fluchtweg diente, um sich aus der Gefahrenzone zu retten. Die Hinterbliebenen sehen ihre Interessen in der geplanten Gedenkstätte jedoch nur mangelhaft vertreten und wünschen sich eine Skulptur als Mahnmal.
Am Vorabend des dritten Gedenktages wurde in einer „Nacht der 1000 Lichter“ der Opfer gedacht. Zum dritten Jahrestag wurden 21 Holzkreuze auf der Treppe nahe der Rampe des Unglücksortes installiert, die die Vornamen und das Alter der Opfer tragen. Zudem wurden 21 Herzen aus Schiefer, die Erinnerungsgrüße tragen, neben anderen persönlichen Erinnerungsstücken an der Mauer angebracht. Dr. Motte, Gründer der Berliner Loveparade, kritisierte am Gedenkabend erneut das Sicherheitskonzept der Loveparade in Duisburg, zumal aufgrund der größeren Paraden in Dortmund mit größeren Besucherzahlen zu rechnen gewesen sei.
Auf der vierten Gedenkfeier trat die Metalband Axxis auf und stellte ihren Song 21 Crosses (21 Kreuze) vor.
Zum siebten Jahrestag der Katastrophe am 24. Juli 2017 richtete die Stiftung „Duisburg 24.7.2010“ erstmals eine öffentliche Gedenkfeier an der Unglücksstelle aus. Es nahmen circa 300 Menschen teil, darunter als Privatperson die frühere nordrhein-westfälische Ministerpräsidentin Hannelore Kraft. Am Vorabend war bereits während eines Gottesdienstes in der Duisburger Salvatorkirche sowie bei der „Nacht der 1000 Lichter“, bei der an der Unglücksstelle Kerzen angezündet werden, der Opfer gedacht worden. Kritik an der offiziellen Gedenkfeier übten Angehörige und Betroffene, die sich besorgt zeigten, in ihrer Trauer vorgeführt zu werden, oder aber Angst vor einem möglichen Gedränge hatten.

### Denkmal

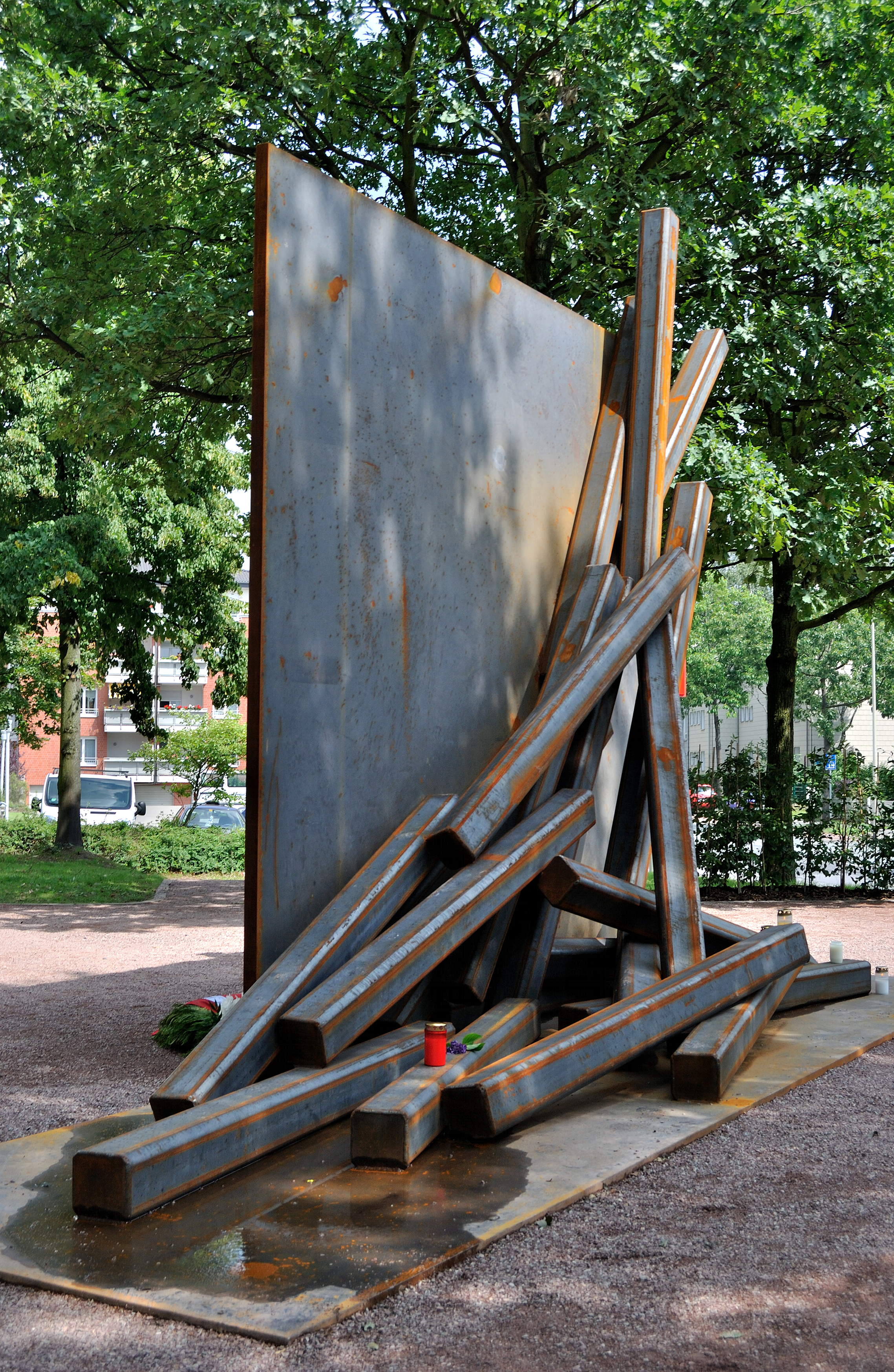
2011 eingeweihtes Mahnmal von Gerhard Losemann

Knapp ein Jahr nach der Loveparade in Duisburg wurde am 26. Juni 2011 ein Mahnmal für die 21 Todesopfer eingeweiht. Eine vom Künstler Gerhard Losemann geschaffene 3,50 Meter hohe Stahltafel und 21 ineinander gestützte Balken, die für die Opfer stehen, dient als Mahnung der Öffentlichkeit.
Anfang August 2017 wurde das Denkmal von Unbekannten stark beschädigt. Die Glastafel mit den Namen der Opfer wurde zerstört.

### Stiftung
Zum fünften Jahrestag des Unglücks gründeten Edith Jakubassa, Manfred Reißaus, Jörn Teich, Dirk Schales und Jürgen Widera, der Ombudsmann bei der Stadt Duisburg für Angehörige und Betroffene, die gemeinnützige Stiftung „Duisburg 24.7.2010“. Ziel der Stiftung ist die Unterstützung von Menschen, die durch das Unglück in Not geraten sind und von anderen Stellen keine ausreichende bzw. wirksame Hilfen erhalten. Sie kümmert sich außerdem um die Pflege der Gedenkstätte und richtet die Jahresgedenkfeiern aus. Die Stiftung soll laut Widera deutlich zeigen, dass die Stadt Duisburg für das Unglück verantwortlich ist. Die Stiftung wurde mit 50.000 EUR als Verbrauchsstiftung gegründet. Darüber hinaus hat der Rat der Stadt beschlossen, jährlich 50.000 EUR beizutragen. Jürgen Widera und die Psychologin Ulrike Stender bilden den Vorstand, Sprecher der Stiftung ist der ehemalige Vorstandsvorsitzende der Kindernothilfe Jürgen Thiesbonenkamp. Er ist außerdem Mitglied des Kuratoriums neben Johannes Pflug, Peter Gasse, Jutta Stolle, Birgit Nellen (vormals Referentin des Oberbürgermeisters Duisburgs und Vorstandsmitglied) und Hannelore Kraft.

### Lehren aus dem Unglück
Ende März 2022 stellte Justizminister Peter Biesenbach den Bericht der Expertenkommission „Lehren aus dem Loveparade-Unglück“ vor.

### Kritik an der Berichterstattung
Aufgrund der Größe und Bekanntheit der Veranstaltung verbreitete sich die Unglücksnachricht schnell weltweit. Innerhalb kürzester Zeit waren eine Vielzahl von Augenzeugenberichten sowie private Videoaufnahmen und Bilder im Internet in Portalen und Blog-Einträgen verfügbar, die auch von der Staatsanwaltschaft zur Ermittlung der Unglücksursache ausgewertet wurden.
Die Art der Berichterstattung durch die Massenmedien und Journalisten vor und besonders nach dem Unglück wurde mehrfach kritisch thematisiert.
Der Medienjournalist Stefan Niggemeier stellte das Fehlen von Recherchen und kritischen Auseinandersetzungen mit dem Sicherheitskonzept bereits vor dem Unglück fest. Über Sicherheitswarnungen sei vor dem Unglück nur vereinzelt berichtet worden, hinterher hätten Selbstgerechtigkeit, Besserwisserei und mangelnde Selbstkritik der Journalisten dominiert. Nicht nur der Lokaljournalismus, sondern auch überregionale Medienformate wie Spiegel TV seien durch vorurteilsbehaftete und reißerische Berichterstattung ihrem journalistischen Auftrag nicht nachgekommen. Zudem habe es Medienpartnerschaften zwischen den Veranstaltern der Loveparade und dem WDR und Bild.de gegeben.
Der Medienwissenschaftler Christian Schicha kritisierte, durch die veröffentlichten Bilder seien Persönlichkeitsrechte „massiv“ verletzt worden. Vor allem Bild und Express hätten gegen den Pressekodex verstoßen und vermutlich ohne die Genehmigung der Angehörigen Bilder von Opfern gezeigt. Dies habe katastrophale Folgen für die Angehörigen und diene nicht der Wahrheitsfindung. Der Deutsche Presserat sprach gegenüber BILD Online aufgrund der Darstellung von Toten und Verletzten am 15. Oktober 2010 eine Missbilligung aus. Insgesamt gingen beim Presserat 214 Beschwerden über die Berichterstattung von BILD Online ein, 179 betrafen die Fotostrecke, die der Presserat missbilligte.
Zudem hätten überregionale Medien bei ihrer Berichterstattung Bilder „häufig missbraucht, um die These eines Artikels zu bestärken.“ So seien Sauerland und Schaller „immer wieder in Zeitlupe und Wiederholung gezeigt“ worden. Eine solche „mediale Personalisierung“ habe im Fall der Loveparade die komplexen Sachverhalte des Geschehens reduziert und zur Schaffung eines „Sündenbocks“ beigetragen.

### Veröffentlichung zum Teil interner Dokumente via Internet
Am 16. August 2010 veröffentlichte das regionale Nachrichtenblog „xtranews“ die Anlagen zum Zwischenbericht der Stadt Duisburg vom 3. August 2010. Diese Anlagen waren von der Stadt Duisburg zuvor nicht veröffentlicht worden. Nach Meinung von „xtranews“ zeigen die internen Dokumente „dass nicht nur vorhersehbar war, welche Risiken die Stadt eingeht, sondern dass sie wissentlich die Risiken in Kauf genommen hat“. Auf Antrag der Stadtverwaltung Duisburg untersagte das Landgericht Köln am 17. August 2010 durch Einstweilige Verfügung wegen Verletzung des Urheberrechts „xtranews“ die Veröffentlichung der Dokumente.
Laut dem Internetdienst „heise online“ haben mehrere „andere Portale […] unterdessen die Daten kopiert und sie erneut im Internet zur Verfügung gestellt“. Darauf stellte die Stadt eine weitere Verfolgung ihres Unterlassungsbegehrens ein.
Am 20. August 2010 wurde auf WikiLeaks eine Dokumentensammlung bezüglich der Loveparade in Duisburg veröffentlicht. Die Unterlagen beziehen sich auf den Planungs- und Genehmigungsprozess innerhalb der städtischen Behörden und mit dem Veranstalter und den Ablauf des Events sowie nachträgliche Dokumentationen.
Am 30. August 2010 veröffentlichte der Veranstalter das seinen Angaben zufolge ungeschnittene Videomaterial der Überwachungskameras bis 16:40 Uhr aus dem Eingangsbereich und eine daraus selbst erstellte Videodokumentation als Zusammenfassung des Filmmaterials im Internet.
Das Online-Nachrichtenportal DerWesten.de veröffentlichte am 20. Juli 2013 eine Auswahl an Funksprüchen der Polizei, die das Geschehen am Tag des Unglücks verdeutlichen sollen.

### Auswirkungen auf andere Großveranstaltungen
Das Unglück bei der Loveparade 2010 hat bei Veranstaltern und Behörden zur verstärkten Kontrolle der Einhaltung bestehender Sicherheitsanforderungen geführt.
Die Ministerpräsidentin von Nordrhein-Westfalen, Hannelore Kraft, kündigte zudem an, dass Städte in Nordrhein-Westfalen in Zukunft bei Großveranstaltungen „begleitet und intensiv beraten werden“ sollten. Innenminister Jäger ordnete an, dass Kommunen in Nordrhein-Westfalen nur noch dann Genehmigungen für Großveranstaltungen erteilen dürfen, wenn alle betroffenen Sicherheitsbehörden mit dem Sicherheitskonzept einverstanden sind.
Bezüglich der für den 14. August 2010 in Zürich geplanten Street Parade wurde Kontakt mit den Duisburger Behörden aufgenommen, um etwaige vorläufige Ermittlungsergebnisse in die Sicherheitsplanung einfließen lassen zu können. Die Veranstaltung mit etwa 650.000 Besuchern verlief ohne nennenswerte Zwischenfälle.
Das Verkehrsministerium Mecklenburg-Vorpommern ließ das Straßenbauamt Schwerin eine Genehmigung für eine Techno-Party widerrufen, die am 11. September 2010 im 800 Meter langen Warnowtunnel in Rostock stattfinden sollte.
Wolfgang Kirsch, Direktor des Landschaftsverbandes Westfalen-Lippe, sagte die schon lang geplante Veranstaltung MitMenschen 2010 aufgrund von Sicherheitsbedenken ab. Das Gelände des LWL-Industriemuseums Henrichshütte in Hattingen habe nicht genug Evakuierungsmöglichkeiten, so Kirsch.
Der NRW-Tag 2013, der ursprünglich in Hückeswagen stattfinden sollte, wurde nach mehreren Gesprächen mit dem Innenministerium des Landes Nordrhein-Westfalen abgesagt, da sich die 15.000-Einwohner-Stadt nicht in der Lage sah, die Sicherheitsbedingungen zu erfüllen.

### Filme
Mit dem fiktionalen Fernsehdrama Das Leben danach wurde das Loveparade-Unglück aus der Perspektive einer Überlebenden – dargestellt von der Schauspielerin Jella Haase – von Regisseurin Nicole Weegmann verfilmt und aufgearbeitet. Erstmals ausgestrahlt wurde der 90-minütige Spielfilm am 27. September 2017 im Ersten.
Mit der 89-minütigen WDR-Dokumentation von 2020, Loveparade – Die Verhandlung unter der Regie von Dominik Wessely, zeigte Das Erste am 22. Juli 2020 die strafrechtliche Aufarbeitung des Unglücks.
Auch das ZDF verfilmte das Geschehen: Unter dem Titel "An einem Tag in ... Duisburg. Todesfalle Loveparade" wurde im Juli 2011 ein Doku-Drama ausgestrahlt. Regie führte Kaspar Heidelbach, das Drehbuch schrieb Dirk Kämper. Der Film basiert auf den Recherchen der beiden ZDF-Reporter Ute Waffenschmidt und Thomas Münten, die auch als Berater und Interviewer mitwirkten.